# Edmund von Krieghammer
Edmund baron Krieghammer, avstrijski general in cesarski vojni minister Avstro-Ogrske, * 4. junij 1832, Landshut, Moravska; † 21. avgust 1906, Bad Ischl.

## Življenje
Krieghammer je obiskoval Terezijansko vojaško akademijo v Dunajskem novem mestu (Wiener Neustadt), in se kot poročnik  leta 1849 pridružil 5. dragonskem polku v katerem je preživel vojno proti uporni Madžarski. V  vojni proti Italiji (1859) in Prusiji (Avstrijsko-pruska vojna 1866) je sodeloval kot kapitan. Potem je obiskoval Centralno-konjeniško vojaško šolo in bil leta 1869 povišan v  majorja in cesarjevega adjutanta, leta 1874 je napredoval v polkovnika, leta 1879 v  generalmajorja in leta 1881 v generalpolkovnika.
Od leta 1886 je Krieghammer poveljeval konjeniški diviziji v Avstrijski Galiciji oz. v Lvovu takrat imenovanem Lemberg, od leta 1888 je poveljeval 6. pehotni diviziji, in naslednjega leta 1889 prevzel 1. korpus kot poveljujoči general v Krakovu. Leta 1891 so ga postavili za generala konjenice. 23. septembra 1893 ga je cesar po smrti Ferdinanda von Bauerja imenoval za  cesarskega vojnega ministra. S te funkcije je odstopil decembra 1902, ker je vojaška razmestitev armade, ki jo je uvedel, naletela na upor v madžarskem predstavniškem domu. Njegov naslednik je bil Heinrich von Pitreich (1841–1920).
Edmund baron Krieghammer je umrl 21. avgusta 1906 med lovom v Bad Ischlu.

## Zanimivost za Gomilsko
General Krieghammer je bil po smrti prepeljan v slovensko vas Gomilsko (občina Braslovče) in pokopan na tamkajšnjem pokopališču. Tu je njegov svak Karl  Haupt von Hohentrenk, lastnik bližnjega gradu Štrovsenek (Straussenegg) že več let prej rezerviral grobnico za družino Haupt, v katero se je priženil Krieghammer. Pri bratu njegove žene  se je general in minister pridružil družini na poletnih počitnicah. Grob, ki ga je tako obvarovala krajevna občina Braslovče, je še danes ohranjen.   